# Tomosvaryella rossica
Tomosvaryella rossica är en tvåvingeart som beskrevs av Kuznetzov 1993. Tomosvaryella rossica ingår i släktet Tomosvaryella och familjen ögonflugor. Arten har ej påträffats i Sverige. Inga underarter finns listade i Catalogue of Life.